# 朗雅克
朗雅克（法語：Langeac，法語發音：[lɑ̃ʒak]），法国中南部城市，奥弗涅-罗讷-阿尔卑斯大区上卢瓦尔省的一个市镇，隶属于布里尤德区，其市镇面积为33.94平方公里，2022年1月1日时人口数量为3,433人，在法国城市中排名第3,098位。
朗雅克位于上卢瓦尔省西部，阿列河左岸，是一个区域性的中心城市，圣日耳曼代福塞－尼姆铁路由此通过。

## 地名来源
“朗雅克”一名的最初于公元961年以“Langiacum”的形式被记载，该名称可能来源于高卢人物“Langius”，后者为当地历史上的一位领主。

## 历史

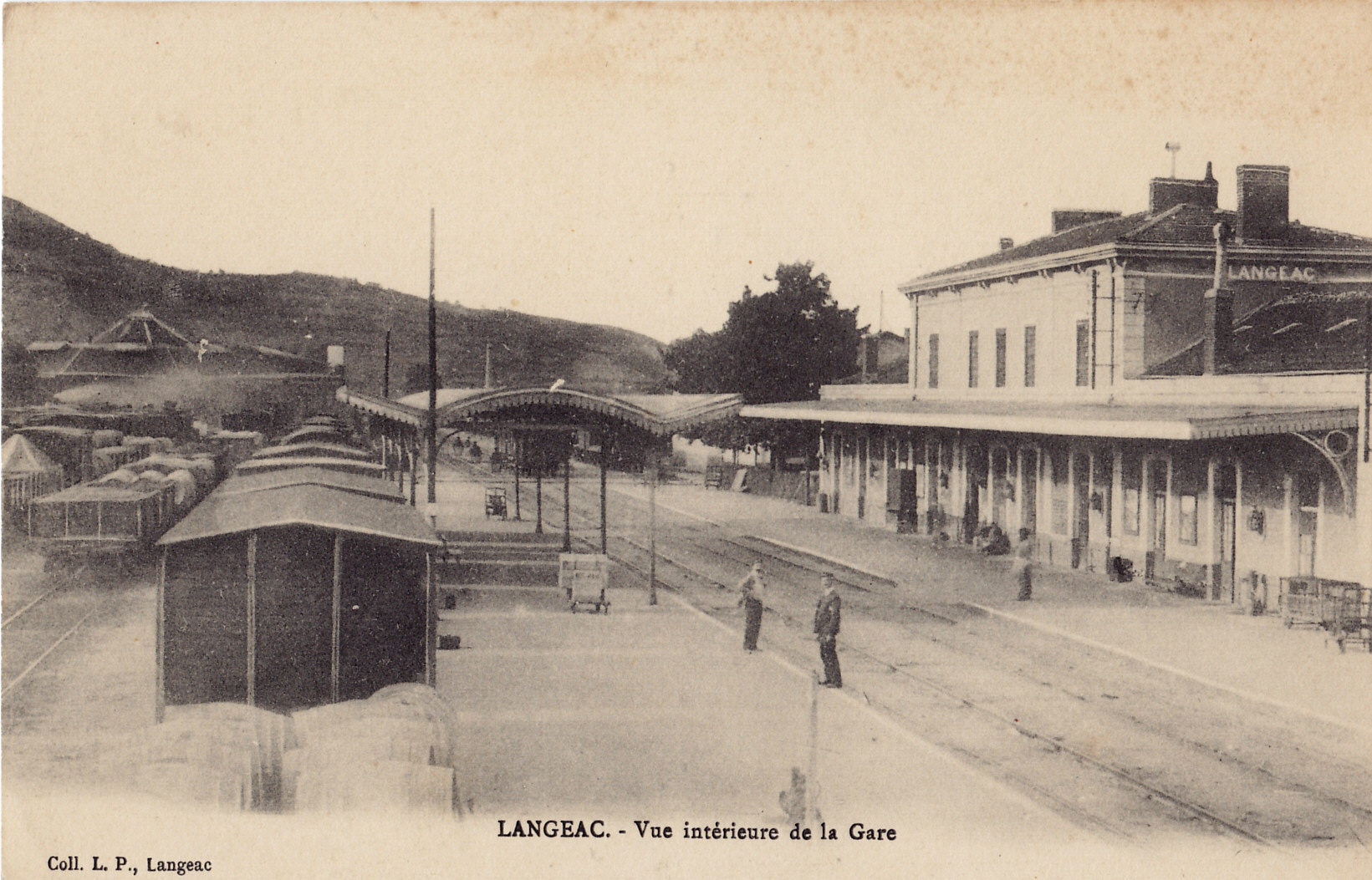
20世纪初的朗雅克站

朗雅克附近区域曾发现石棚墓遗址，在20世纪初的考古发掘过程中因操作不当而被损毁。中世纪时期，朗雅克长期为奥弗涅公国的一处土地，当地的领主拥有男爵爵位，其附近区域被成为“Langeadois”。英法百年战争期间，当地居民积极参与抵抗英格兰军队，战后查理七世授予朗雅克市镇宪章。1786年，拉法耶特侯爵收购了朗雅克，成为当地历史上最后一位领主。法国大革命后，朗雅克成为上卢瓦尔省的一个市镇。1827年，朗雅克普拉派伊（Langeac-Plat-Pays）整体并入朗雅克市镇范围。工业革命期间，沿阿列峡修建的圣日耳曼代福塞－尼姆铁路建成通车，同时，朗雅克附近发现少量煤炭资源并得到开采，当地人口数量有所增加。二战后，当地人口有所下降。

## 地理

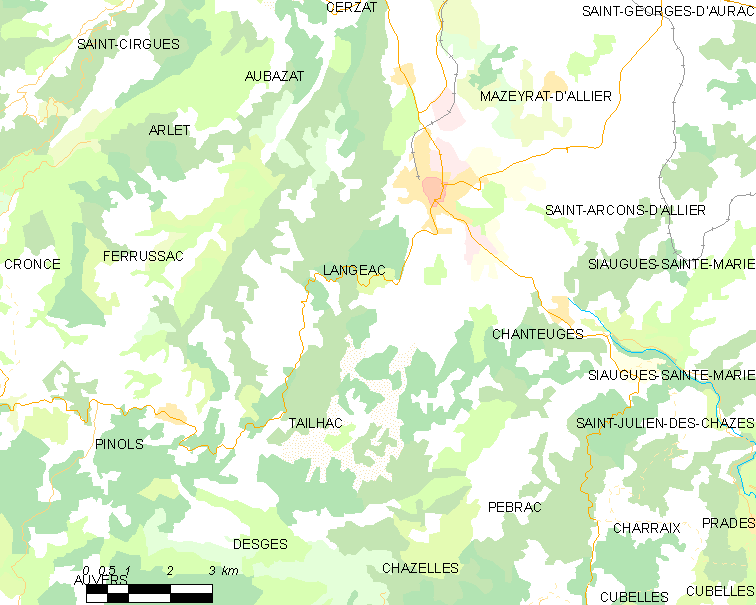
朗雅克市镇范围地图

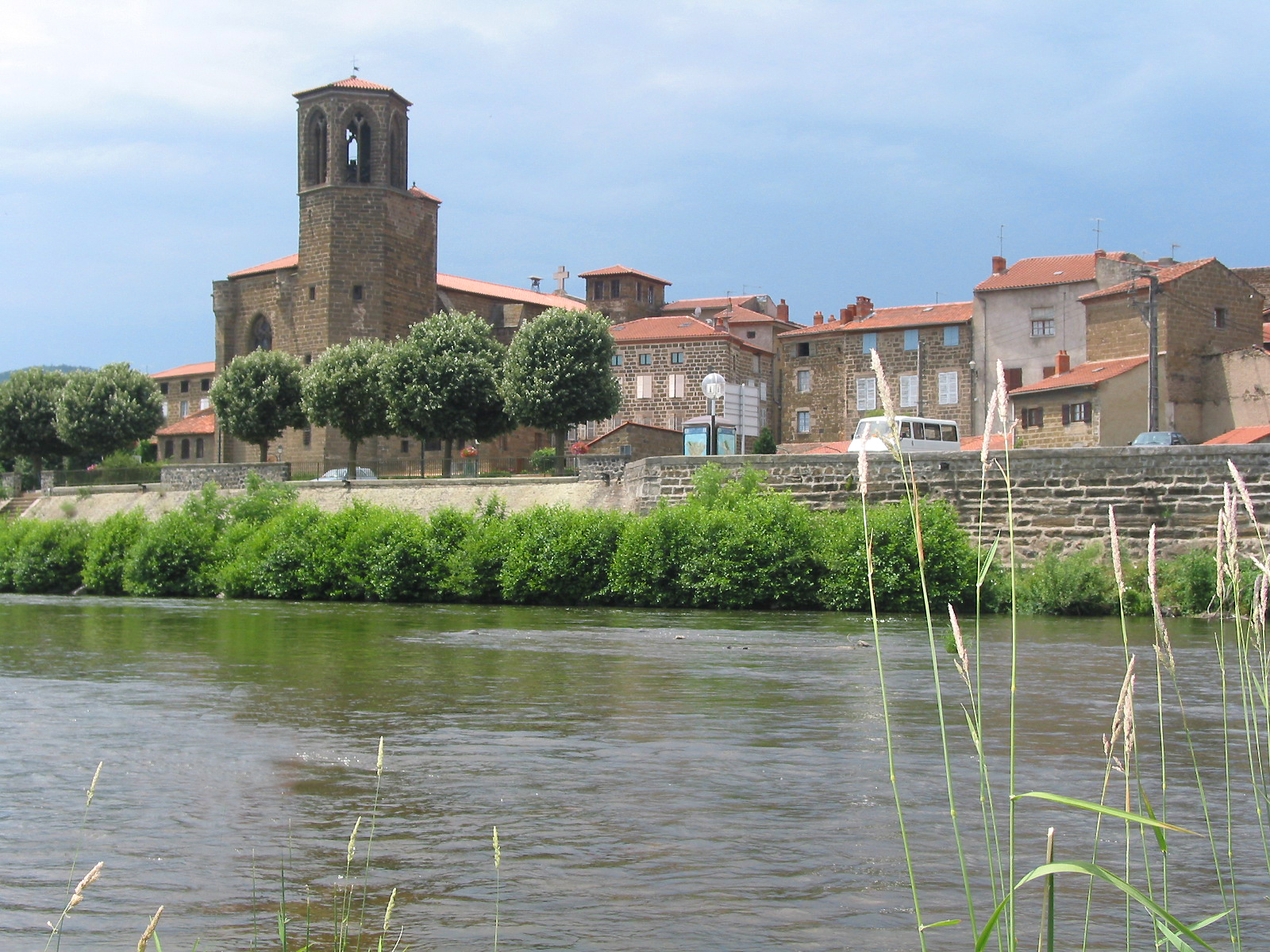
阿列河朗雅克段

朗雅克位于法国中南部，奥弗涅-罗讷-阿尔卑斯大区西南部和上卢瓦尔省西部，距离省会勒皮大约41公里。与朗雅克接壤的市镇包括：欧巴扎、尚特日、沙泽勒、费吕萨克、阿列河畔马泽拉、佩布拉克、皮诺勒、阿列河畔圣阿尔孔、塔亚克。

### 地形
朗雅克位于法国中央高原腹地，阿列峡内，境内以丘陵和山地为主，市镇中心位于阿列河左岸的一处丘陵地区，全境海拔在488到951米之间。

### 水文
朗雅克属于卢瓦尔河流域。阿列河干流自南向北流经境内，其左岸支流博纳溪（ruisseau de Bonnat）流经市区，该河水量较小，部分河段被人工建筑物覆盖。

### 植被
朗雅克属于温带阔叶混交林区，部分高海拔地区（>800米）有针叶林分布。林地主要分布于市镇范围南部和西部地区，以及阿列河畔。
在鲜花城市的评比中，朗雅克被评为2星级鲜花城市。

### 气候
朗雅克在柯本气候分类法中属于带有海洋性特征的山地气候。

## 行政区划
朗雅克是法国奥弗涅-罗讷-阿尔卑斯大区上卢瓦尔省的一个市镇，编号为43112。朗雅克隶属于布里尤德区和上卢瓦尔省第二选区，管理阿列峡-热沃当县，同时也是上阿列河岸市镇公共社区的办公驻地。
法国国家统计与经济研究所（简称）在进行数据统计时，将朗雅克及相邻的尚特日设为朗雅克城市核心区以及朗雅克城市区。自2020年起，朗雅克城市区被包含14个市镇的朗雅克城市辐射区代替。此外，还将朗雅克市镇整体看作一个“块区”（IRIS），以便于统计人口分布情况。

## 交通

### 公路
多条上卢瓦尔省省道在朗雅克境内交汇。奥弗涅-罗讷-阿尔卑斯大区下属的城际客运提供巴士线路，可前往勒皮、布里尤德和阿尔旺站。
2018年，54.4%的朗雅克家庭拥有至少一辆私人汽车。2019年，朗雅克境内共发生各类交通事故2起，造成2人受伤。
| 巴黎-奥尔良门 | 506 |

| 里昂-佩拉什 | 175 |

| 克莱蒙费朗 | 97 |

| 勒皮 | 41 |

| 圣艾蒂安 | 118 |

| 布里尤德 | 29 |

| 芒德 | 87 |

| 朗戈涅 | 66 |

| 阿尔宗河畔克拉波讷 | 51 |

| 欧里亚克 | 123 |

| 圣弗卢尔 | 53 |

| 伊桑若 | 69 |

### 铁路

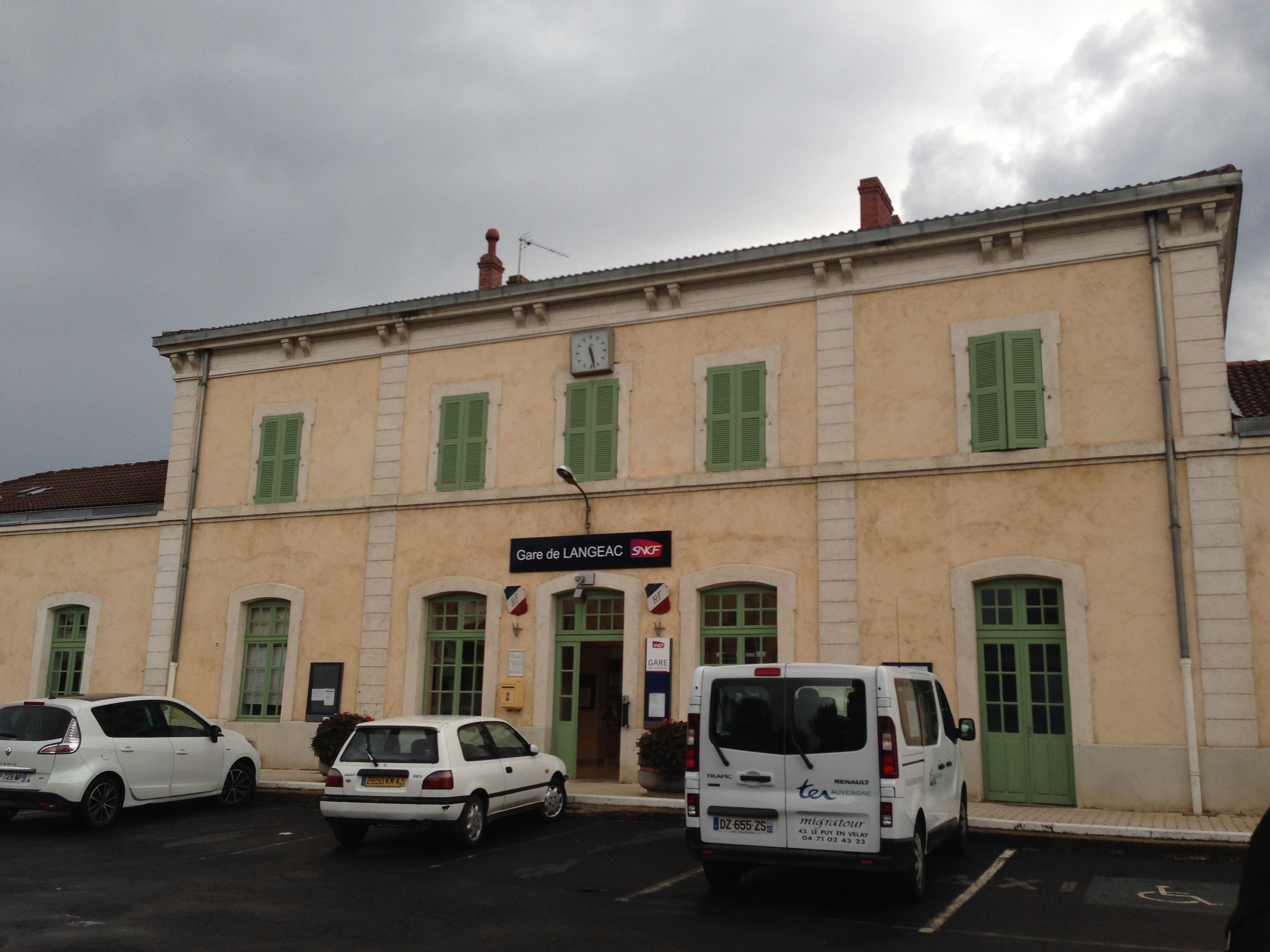
朗雅克火车站

朗雅克位于圣日耳曼代福塞－尼姆铁路上。朗雅克站位于市区西北部，停靠往返于克莱蒙费朗和尼姆一线的区域列车。

### 航空
距离朗雅克最近的民用航空站为勒皮机场，距离朗雅克市中心的公路里程约30公里。

### 城市公共交通
截至2022年1月，朗雅克暂无城市公共交通系统。

## 政治

### 市政内阁
朗雅克的现任市长为热拉尔·博先生（Gérard Beaud），他是一名无党派人士，在2020年的市政选举中获得了42.74%的支持率。
在2017年的法国总统大选中，法国第25任总统埃马纽埃尔·马克龙在朗雅克获得了73.26%的支持率。

## 人口
2018年，朗雅克市镇人口数量为3,575，在法国排名第3,098位。其中男性1,671人，女性1,904人，75岁及以上人口占15.2%，外籍人口数量为852人，人口密度为105人/平方公里，当地居民被称为（男性）或（女性）。2019年，朗雅克境内出生19人，死亡人口87人。
| 年份   | 1936  | 1946  | 1954  | 1962  | 1968  | 1975  | 1982  | 1990  | 1999  | 2004  | 2009  | 2014  | 2019  |
| ------ | ----- | ----- | ----- | ----- | ----- | ----- | ----- | ----- | ----- | ----- | ----- | ----- | ----- |
| 人口數 | 4,512 | 5,225 | 4,649 | 4,826 | 4,934 | 4,853 | 4,609 | 4,195 | 4,070 | 4,004 | 3,976 | 3,758 | 3,489 |

## 经济
朗雅克是一个区域性的中心城市。截止2022年1月，朗雅克市镇范围内共有各类用人单位（包含自雇）541家，平均历史为17年，其中99.7%为中小型企业（PME）。（零售）、（门窗安装）及（五金销售）是当地2020年营业额最高的三个企业，分别为20,181,940欧元、1,768,837欧元和1,681,263欧元。

## 财政与居民收入
2020年，朗雅克的财政收入总额为4,348,850欧元，财政支出总额为3,604,680欧元，当年的债务总额为3,786,290欧元。2021年，朗雅克共获得961,053欧元的国家财政补助，比上一年减少了2.29%。
2019年，朗雅克的人均月收入总额为1,755欧元，其中高级职员为3,261欧元，低于法国平均水平（4,230欧元）；中级职员为2,090欧元，低于法国平均水平（2,411欧元）；普通职员为1,610欧元，亦低于法国平均水平（1,740欧元）。
2018年，朗雅克境内的青壮年（15至64岁）失业率为12.4%，当地42.8%的家庭拥有纳税资格，平均纳税1,558欧元，X于法国平均水平（3,910欧元）。

## 社会事务

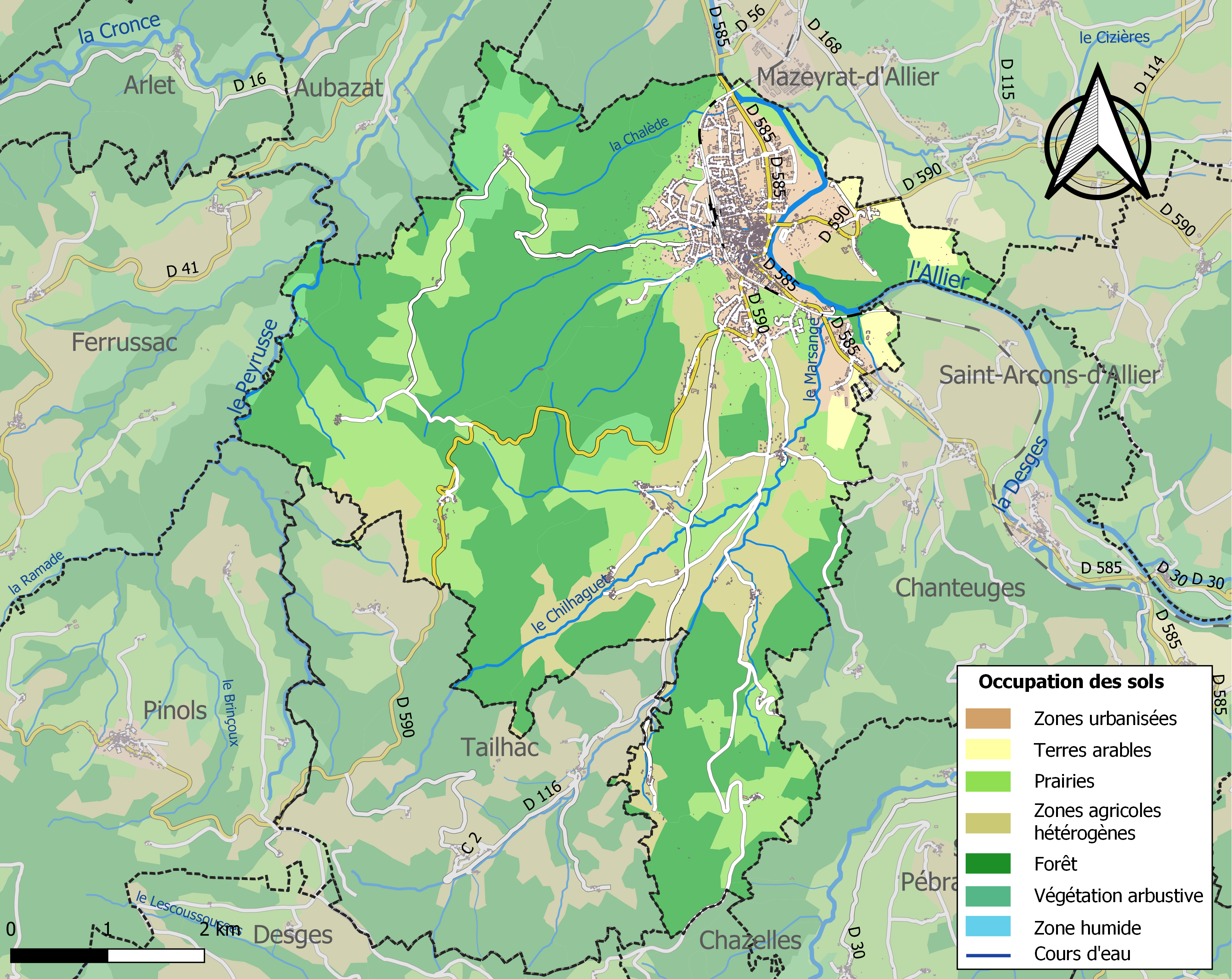
朗雅克土地利用情况地图

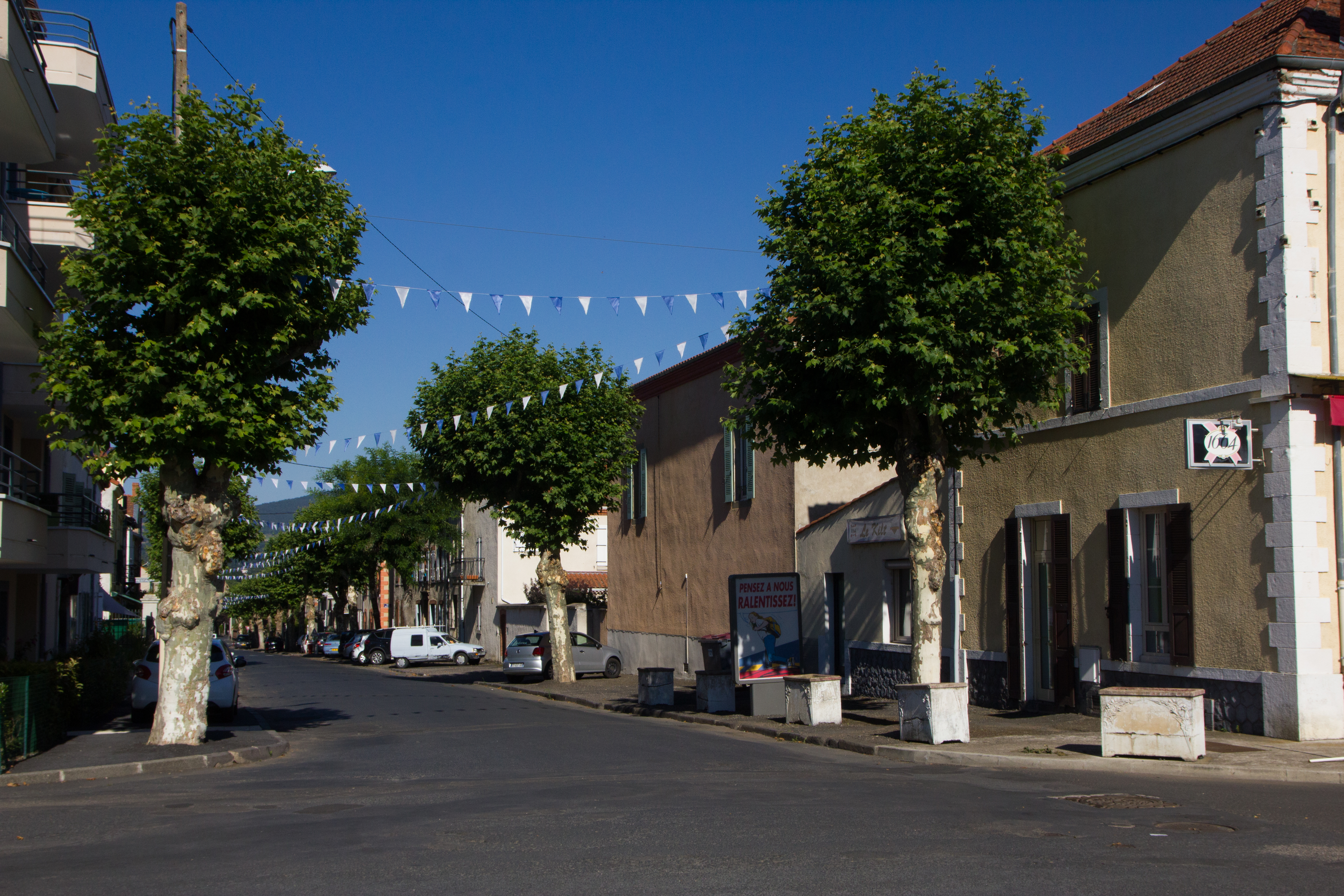
火车站街

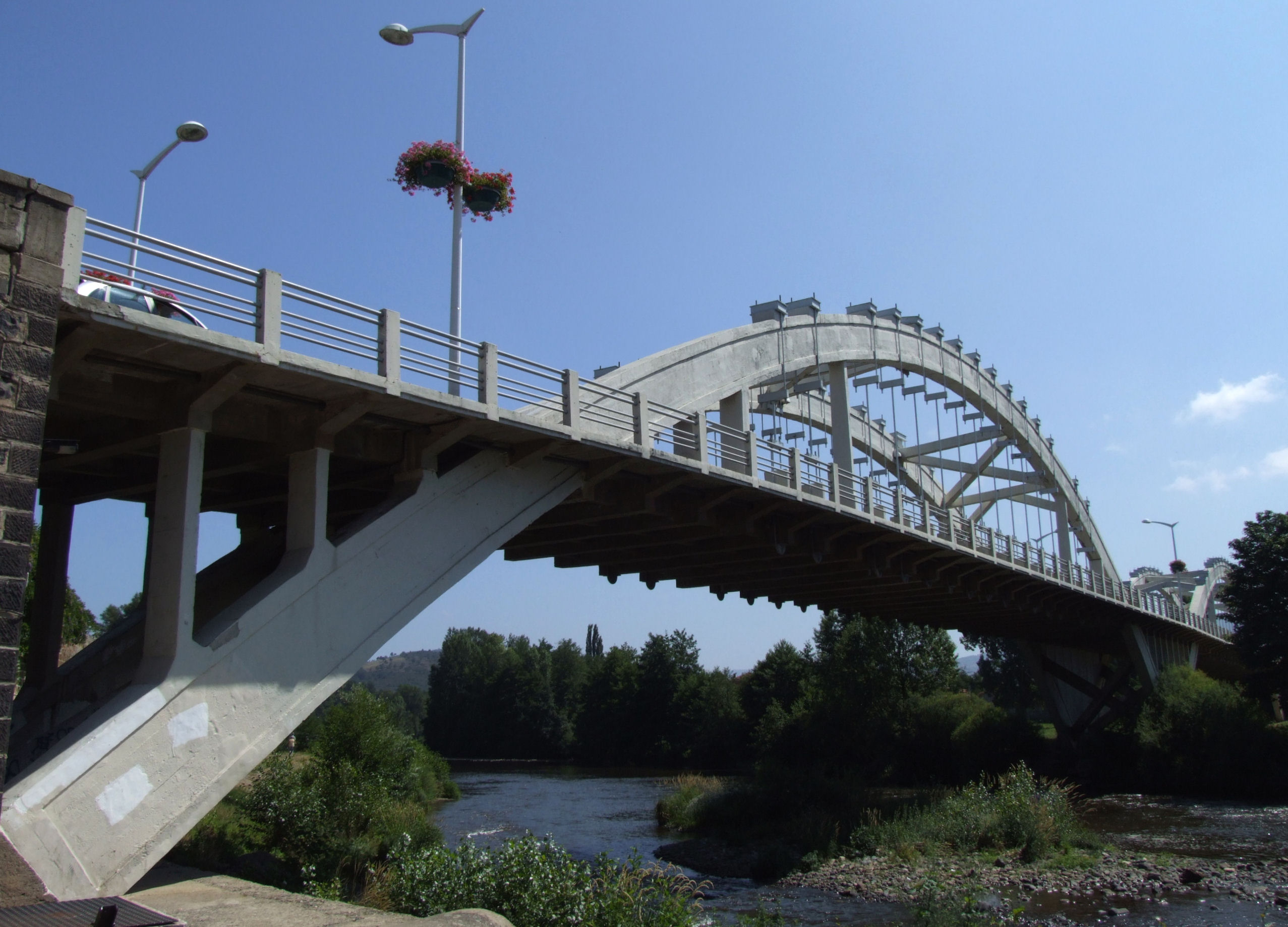
阿列河大桥

### 教育
朗雅克属于克莱蒙费朗学区。截止2020年1月1日，朗雅克境内共有1所幼儿园、2所小学和2所初级中学。2018至2019学年度，朗雅克境内共有在校中等教育阶段学生402名。

### 医疗
截止2020年1月1日，朗雅克境内共有全科医生7名、保健师4名、牙医4名、护士25名和助产士1名。境内共有药房2家、养老院1家、残疾人帮扶中心2家。
朗雅克中心医院（Centre Hospitalier de Langeac）是法国的一个区域性医疗机构，其主病区皮埃尔·加利斯医院（Centre Hospitalier de Pierre Gallice）位于朗雅克市区，设有床位65个，是当地规模最大的公立综合性医院。

### 住房
2018年，朗雅克境内共有各类住房2,673套，其中70.1%为独立式居民区，29.9%为集中式居民区。常住房屋占朗雅克市镇范围内居民建筑总量的66.8%。
在住房保障政策方面，2020年，朗雅克境内共有455户家庭获得了住房经济补助，受益人数占总人口数量的12.7%，其中430份为房租补助。

### 商业
2019年，朗雅克境内共有各类实体商铺114家，其中餐厅18家、大型超市4家、面包房5家、肉铺2家、书店2家、装饰品店1家、银行门店6家、美容美发店9家、汽车维修店9家。市区北部建有开放式商业街区，有Super U、Intermarché、利多超市等商场。

### 体育
2020年，朗雅克境内共有1家游泳池、1间体育馆、2处网球场、1处马术场、1处足球或橄榄球场以及2处篮球或排球场。
截至2022年1月，朗雅克境内共有2家注册足球俱乐部。朗雅克铁道工体育联盟（Association Sportive des Cheminots de Langeac，编号506382）是当地的代表性足球队，2021至2022赛季参加上卢瓦尔省足球联赛（第九级别）。

### 环境
朗雅克的环境事务由其所属的上阿列河岸市镇公共社区负责。2019年，朗雅克境内暂无污染企业。

### 治安
2019年，朗雅克市镇范围内有1处宪兵队。
朗雅克所在地是布里尤德宪兵总队的管辖范围。2020年，该宪兵总队辖区内共97个市镇累计发生各类案件1,461起，其中盗窃类案件491起，经济类案件258起，毒品交易类案件230起。

## 文化
2020年，朗雅克境内暂无任何文化设施。朗雅克市政府提供多媒体中心，每周一至六向公众开放。

### 建筑

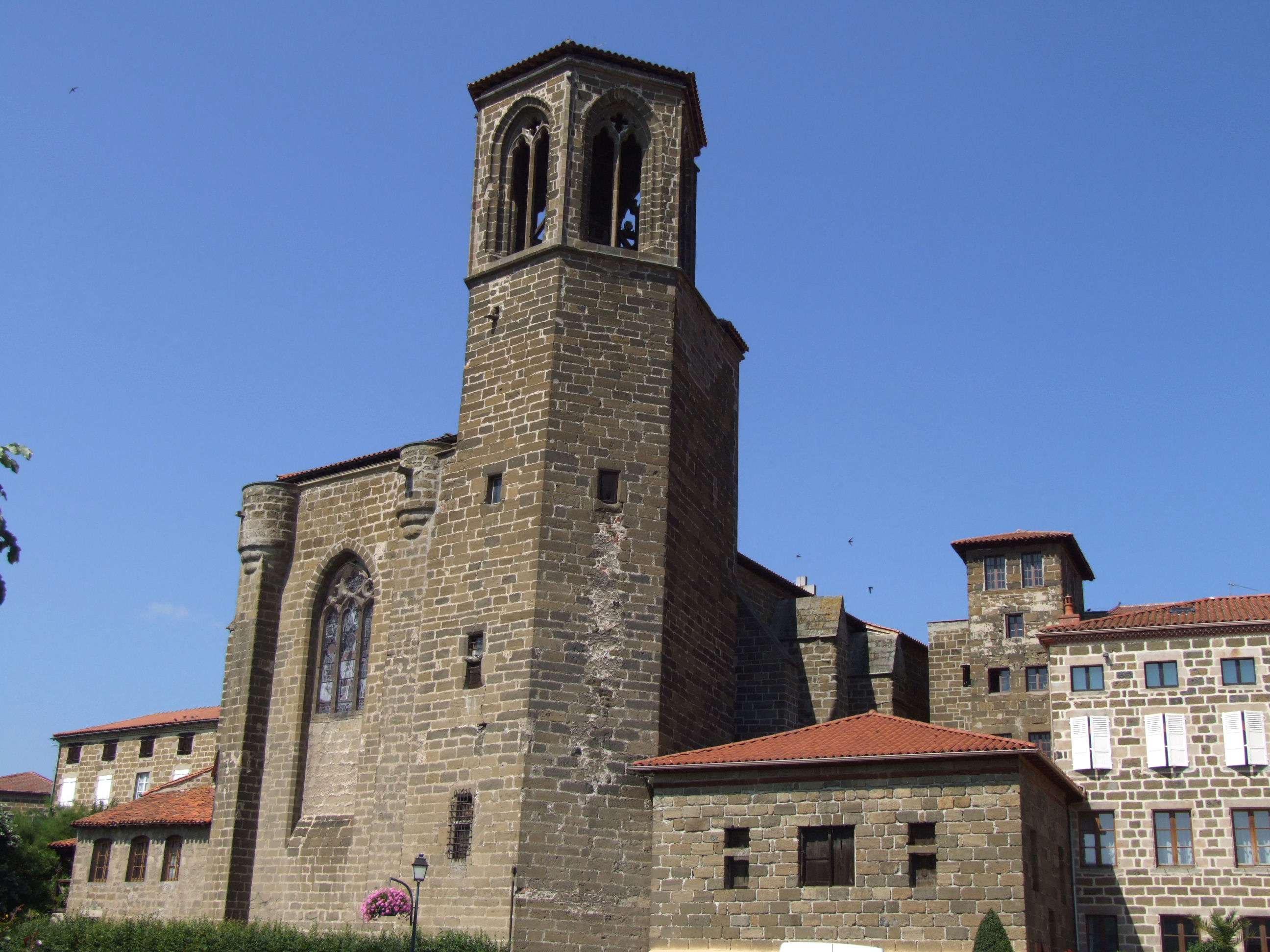
朗雅克圣加尔教堂

朗雅克境内有多处历史建筑，其中朗雅克圣加尔教堂是法国国家文物保护单位，也是当地的地标性建筑物。

### 旅游
朗雅克的旅游事务由其所属的上阿列河岸市镇公共社区负责。2021年，朗雅克境内共有3家酒店共计38间房间；另有1个露营地，可容纳共249辆露营车。

### 媒体
法国主要的媒体均可在朗雅克接收，法国电视三台下属的奥弗涅-罗讷-阿尔卑斯大区频道在部分时段播出朗雅克所属区域的地方新闻。当地主要的地方性媒体包括《进步报》、《上卢瓦尔省觉醒报》、蓝色法兰西奥弗涅广播、Scoop广播等。

## 相关人物
法国女子自行车运动员勒内·维萨克出生于朗雅克。

## 友好城市
截至2022年1月，朗雅克共与一座城市互为友好城市关系：
- 德国 楠博恩